# Enzo Maiorca
Enzo Maiorca, né le 21 juin 1931 à Syracuse, en Sicile, et mort le 13 novembre 2016, est un plongeur italien. Maiorca détient treize records du monde dans la catégorie No Limit entre 1960 et 1974.

## Biographie
Personnage de légende dans le monde de la plongée sous-marine, Enzo Maiorca est le premier homme à franchir en apnée la barre des 50 mètres, battant régulièrement ses records au cours des années 1960. Sa rivalité avec le Français Jacques Mayol, entraînera les deux hommes à pousser toujours plus loin les limites de leur sport.
Enzo Maiorca était visiteur médical. Ce sportif de haut niveau a intéressé les médecins français et italiens durant plus de trente ans, jusqu'à la découverte du phénomène de passage du plasma sanguin dans les alvéoles pulmonaires dans le milieu des années 1990.
Maiorca s'engagea également dans la défense de l’environnement marin ainsi qu'en politique. 
Il refuse d'être présent sur la liste des Verts pour l’Italie insulaire aux élections européennes de 1989 car le parti ne lui accorde pas la première place. De 1994 à 1996, il fut sénateur sous la bannière du Mouvement social italien, puis de l'Alliance nationale,.

## Repères chronologiques
- 1960 : - 45 mètres en apnée, à Syracuse
- 1961 : Maiorca franchit le 15 août la barre des 50 m, avec une plongée à - 51 mètres
- 1965 : descente à - 54 mètres
- 1972 : Maiorca atteint - 80 mètres
- 1988 : Il atteint -101 mètres à Syracuse

## Postérité
La rivalité d'Enzo Maiorca avec le Français Jacques Mayol inspirera le réalisateur français Luc Besson pour son film Le Grand Bleu (1988), où son personnage est interprété par Jean Reno, sous le nom d’Enzo Molinari. Maiorca ne fut jamais contacté par le réalisateur avant le début du tournage du film et c'est un journaliste italien qui lui apprendra la sortie du film en France. L'apnéiste n'apprécia pas le film et déposa une plainte pour diffamation contre Besson, en bloquant la diffusion du film en Italie pendant quatorze ans. Le film put être distribué dans une version abrégée ; parmi les scènes coupées, on trouve celle dans laquelle Enzo Molinari se fait payer pour sauver la vie d'un homme qui est en train de se noyer, la représentation dégradante de la mère d'Enzo, et la caricature d'Enzo en mangeur de pâtes.
Son ami le plongeur-caméraman Patrick Abijou réalisera son portrait avec le journaliste de Thalassa Gilles Ragris en juin 2007.
Enzo Maiorca est un des deux apnéistes nommément cités au début du film On a marché sur Bangkok.

## Hommage
Le 7 mai 2015, en présence du président du Comité national olympique italien (CONI), Giovanni Malagò, a été inauguré  le Walk of Fame du sport italien dans le parc olympique du Foro Italico de Rome, le long de Viale delle Olimpiadi. Cent tuiles rapportent chronologiquement les noms des athlètes les plus représentatifs de l'histoire du sport italien. Sur chaque tuile figure le nom du sportif, le sport dans lequel il s'est distingué et le symbole du CONI. L'une de ces tuiles lui est dédiée .

## Publications
- Enzo Maiorca est l'auteur de plusieurs livres, dont La Mer avec un M majuscule.